# Marisfeld
Marisfeld ist eine Gemeinde im Landkreis Hildburghausen im fränkisch geprägten Süden von Thüringen. Sie gehört der Verwaltungsgemeinschaft Feldstein an. Der Verwaltungssitz befindet sich in der Stadt Themar.

## Geographie
Marisfeld ist verkehrsmäßig über die Landesstraße 2628 erreichbar. Das Dorf liegt an der differenzierten Südabdachung des Thüringer Waldes südlich gegenüber der nördlich im Gebirge befindlichen Stadt Suhl. Marisfeld befindet sich auf etwa 380 m über dem Meeresspiegel in der sogenannten Marisfelder Mulde. Der Ort befindet sich auf einer Muschelkalkplatte und gehört zum Naturpark Thüringer Wald.
Nachbargemeinden:
| Dillstädt | Schmeheim                                   |           |
|           | Kompassrose, die auf Nachbargemeinden zeigt | Oberstadt |
| Vachdorf  | Leutersdorf Henfstädt                       | Themar    |

## Geschichte

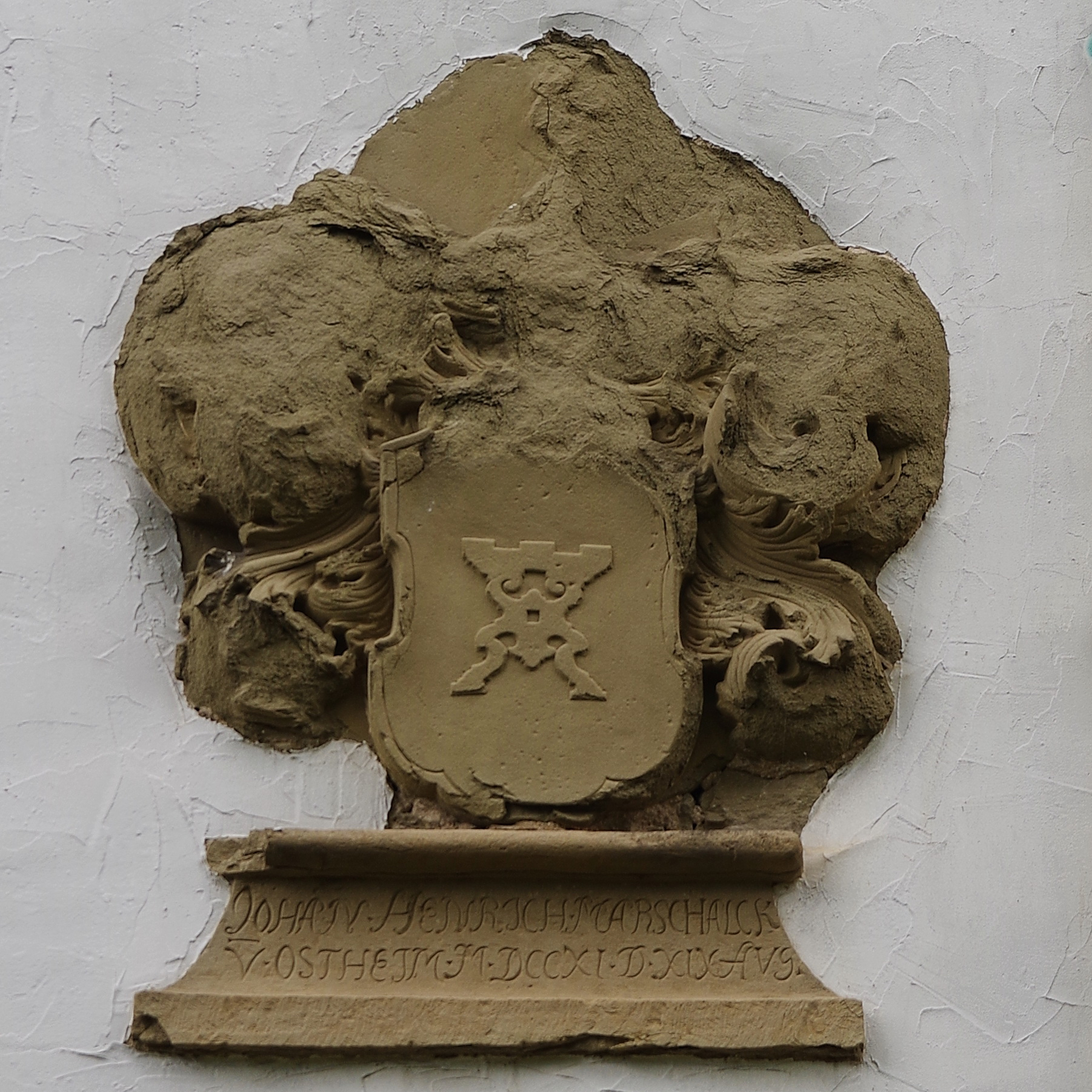
Wappen von Johann Heinrich Marschalck von Ostheim an der Kirche St. Mauritius

Das Dorf wurde zwischen 776 und 796 erstmals urkundlich erwähnt und gehört somit zu den ältesten Siedlungen der Umgebung. Weitere urkundliche Erwähnungen betiteln das Haufendorf als Marasfeldun (814), Marahsfeld (824) oder Marchesfeld (1285). Diese weitreichende Vergangenheit führte auch zu dem unverwechselbaren Bild des Dorfes in Südthüringen, das vom Schloss und der befestigten Wehrkirche St. Mauritius geprägt ist.  Der Chorturm der Kirche mit seinen Schießscharten  und dem Pyramidenhelm wurde 1497 erbaut und bekräftigt den Eindruck einer Wehrkirche. Während die ersten Geistlichen des Ortes noch aus dem Kloster Veßra kamen, erhielt der Ort 1539 kirchliche Selbstständigkeit. 1557 wurde ein eigenes Pfarrhaus errichtet, dieses ist noch heute erhalten. 1956 wurde in Marisfeld eine Maschinen-Traktoren-Station (MTS) für die Landwirtschaftliche Produktionsgenossenschaft (LPG) erbaut. 1959 bis 1963 war Joachim Kunze, der spätere Oberbürgermeister von Suhl, hier Direktor.
Im 13. und 14. Jahrhundert waren die Adelsgeschlechter der Herren von Schmeheim und der Marschalk von Marisfeld in Marisfeld begütert, im 17. Jahrhundert die Familie der Marschalk von Ostheim. Herrschaftsmäßig gehörte der Ort im Amt Themar zunächst zur Grafschaft Henneberg, nach 1583 zu verschiedenen sächsischen Herzogtümern und von 1826 bis 1918 zum Herzogtum Sachsen-Meiningen. Ab 1868 gehörte Marisfeld zum Landkreis Hildburghausen. 1920 kam Marisfeld zum Land Thüringen. 1950 wurde der Ort durch die 1. Verordnung zur Ausführung des Gesetzes zur Änderung der Kreis- und Gemeindegrenzen im Land Thüringen vom Landkreis Hildburghausen an den Landkreis Suhl abgegeben. Nach der Auflösung des Landes Thüringen 1952 gehörte Marisfeld zum Kreis Suhl-Land im Bezirk Suhl. Mit der Gründung der Verwaltungsgemeinschaft Feldstein 1994 kam auch Marisfeld zur VG Feldstein und somit zum Landkreis Hildburghausen.
Der ehemalige Motocross-Weltmeister und gebürtige Marisfelder Thomas Bieberbach hat nach dem Ende seiner Karriere mit dem KTM Adventureland eine Motocross- und Endurostrecke im Ort eröffnet.

### Schloss Marisfeld

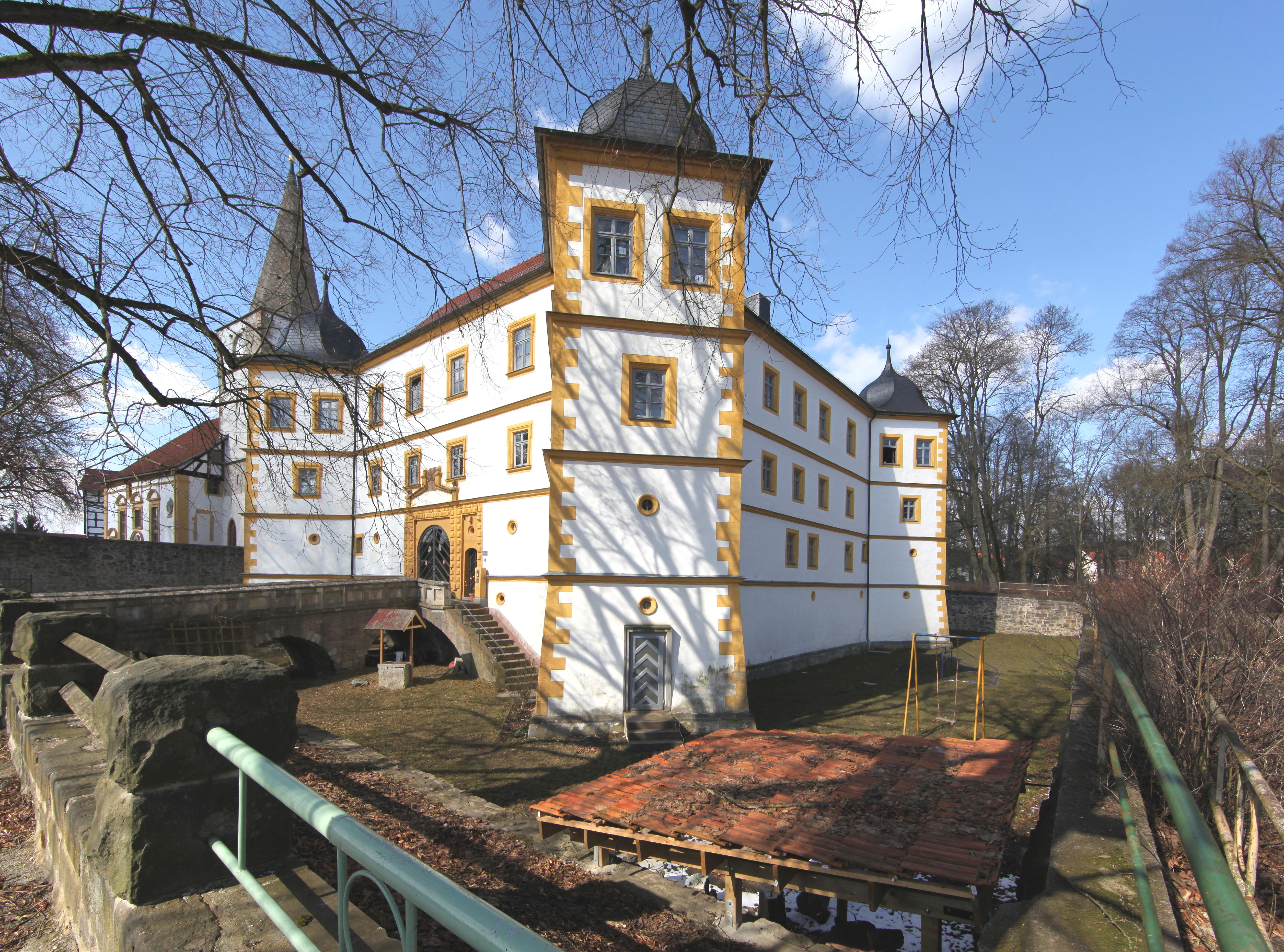
Schloss Marisfeld

Das ursprünglich als Wasserschloss errichtete Schloss wurde um 1100 erstmals urkundlich als Talburg erwähnt und im Mittelalter mehrfach zerstört. Die letzte Zerstörung erfolgte 1641. 1665 wurde das heutige Schloss mit den vier Türmen vom Eva Maria Magdalena Marschalk von Ostheim errichtet. 1814, nach dem Tod Freiherr Franz Friedrich Marschalks von Ostheim, wurde das Schloss an Christian Friedrich von Stockmar zu Coburg verkauft, welcher es restaurierte. 1882 gelangte das Schloss in den Besitz Hermann von Eichels, der 1892 auch Schloss Oberstadt erwarb, aber anschließend verarmte und Schloss Marisfeld 1936 an Ludwig Krämer aus Duisburg verkaufte. Zum Gedenken an seine verstorbene Frau gründete Krämer die Käthe-Krämer-Stiftung, unter welcher das Schloss als Kindererholungsheim der Nationalsozialistischen Volkswohlfahrt genutzt wurde. 1947 wurde das Kinderheim von der Volkssolidarität übernommen. 1951–1972 führte es der Rat des Kreises Suhl als Karl-Liebknecht-Kinderheim, anschließend wurde es an die Gemeindevertretung Marisfeld abgegeben. 1993 übernahm das Diakonische Werk das Heim und begann mit der Restaurierung. Bis 1997 wurde das gesamte Schloss rekonstruiert und dient seitdem wieder als Kinderheim.

### Jüdische Gemeinde
Ab 1678 wurden von den Herren Marschalk von Ostheim erstmals Schutzjuden in Marisfeld angesiedelt. Auf diese Zeit geht die Entstehung der jüdischen Gemeinde zurück. Bis 1822 wuchs die Gemeinde auf 121 und bis 1865 auf rund 200 jüdische Einwohner, etwa 30 % der Gesamteinwohnerschaft, im Ort an. So wurde 1832 eine eigene Synagoge an der heutigen Themarer Straße errichtet, 1848 folgte der noch heute existierende jüdische Friedhof. Auch eine jüdische Schule in einem eigenen Schulhaus und ein rituelles Bad waren vorhanden. 1856 erhielten die im Herzogtum Sachsen-Meiningen lebenden Juden die bürgerliche Gleichberechtigung. In der Folge eines Großbrandes im Jahr 1866  zogen dann viele jüdische Einwohner in die Städte  Themar und  Meiningen. 1925 gab es im Ort nur noch 13 jüdische Bewohner. Die Synagoge wurde in den 1930er Jahren profaniert. Die letzten jüdischen Einwohner wurden 1942 deportiert.

## Politik
Der Rat der Gemeinde Marisfeld besteht aus sechs Ratsfrauen und Ratsherren. Seit der Gemeinderatswahl am 26. Mai 2024 hat er folgende Zusammensetzung:
- Wir für Marisfeld: 4 Sitze
- Interessengemeinschaft pro Marisfeld: 2 Sitze

## Kultur und Sehenswürdigkeiten

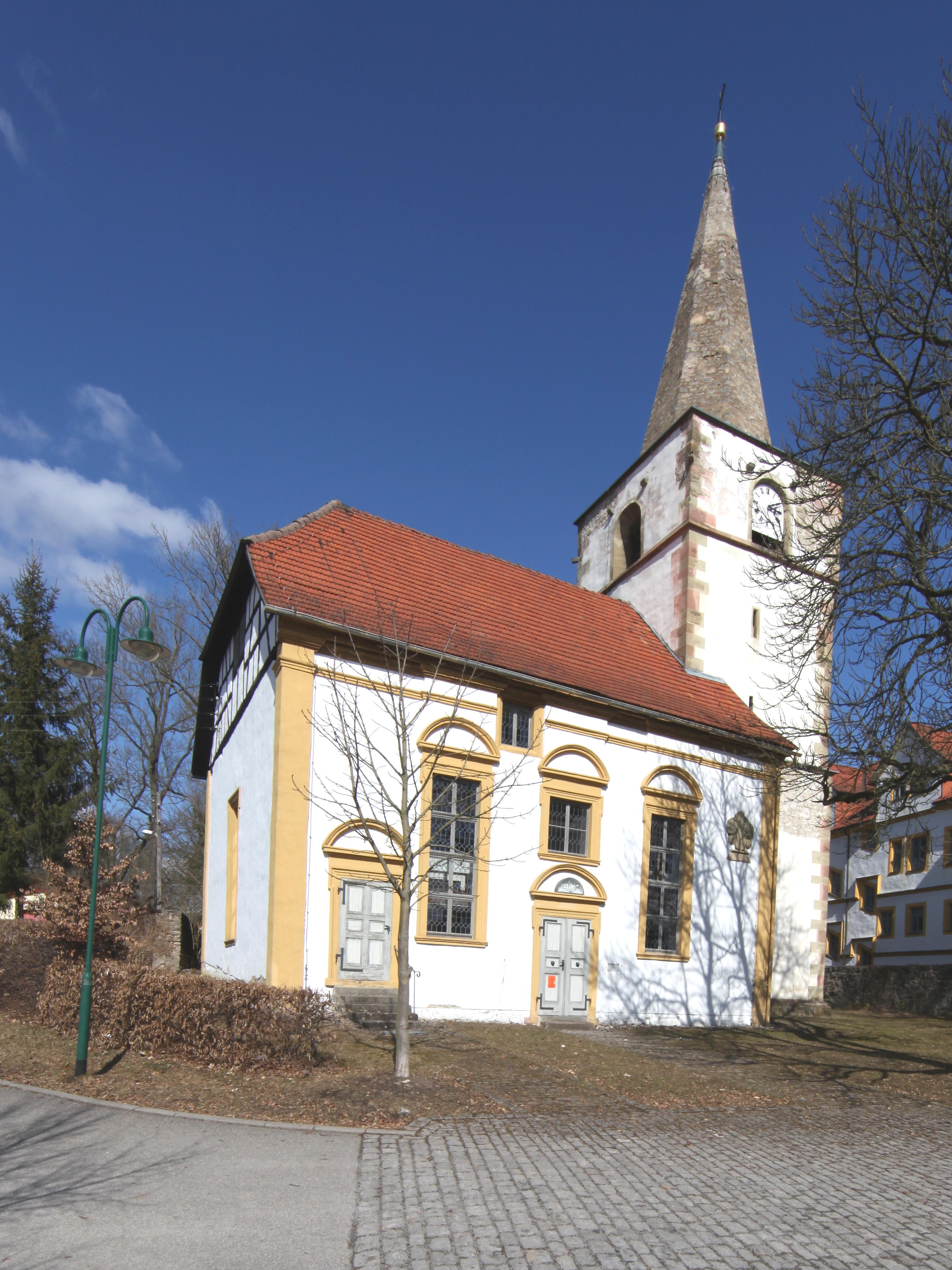
Ev. Kirche St. Mauritius

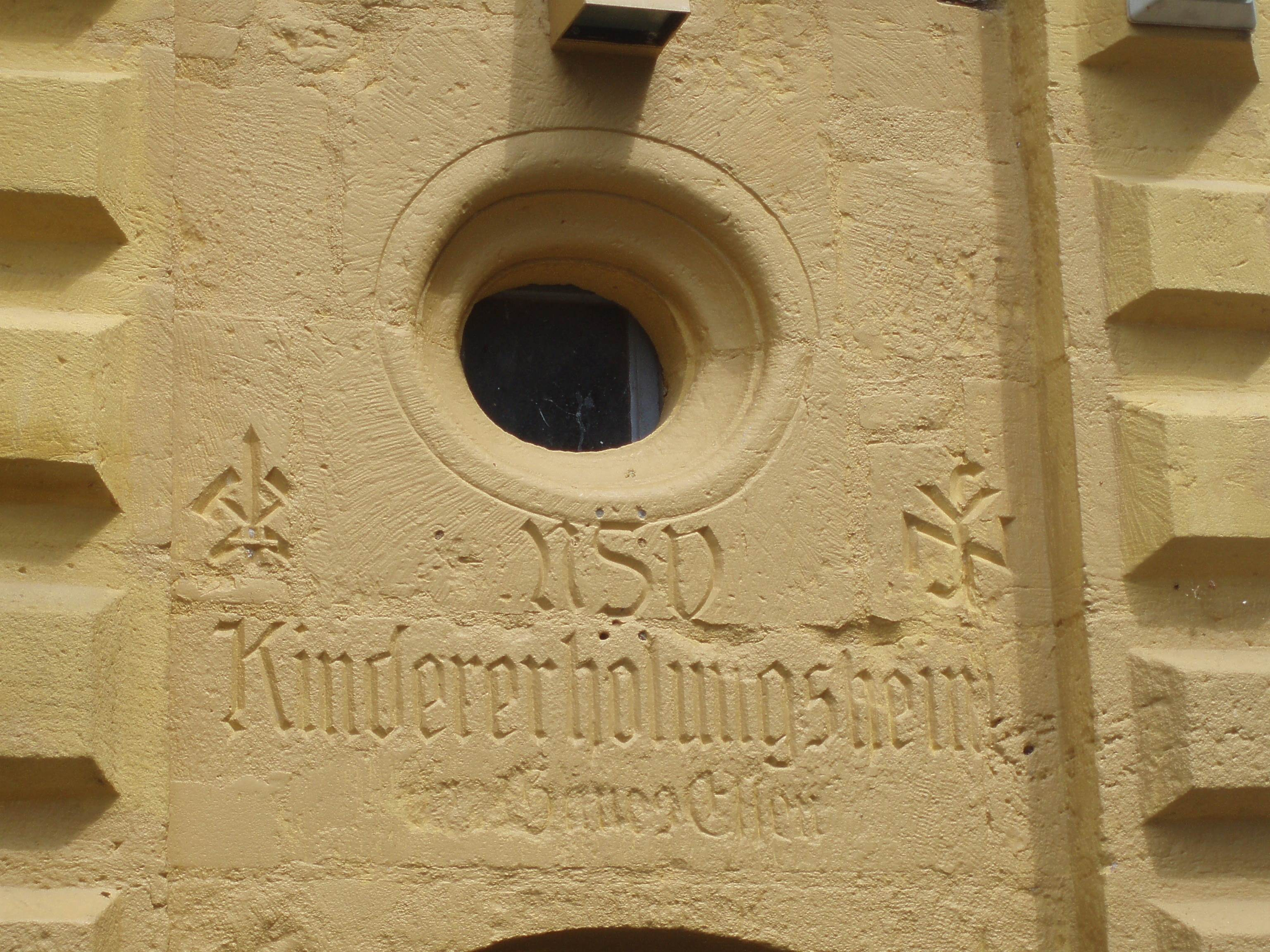
Inschrift am früheren Nationalsozialistischen-Volkswohlfahrt-Kindererholungsheim des Gaues Essen

### Sehenswürdigkeiten
- Schlosspark und Schloss Marisfeld
- Kirche St. Mauritius mit Orgel von Nicolaus Seeber und Orgelprospekt von Hans Justus Leib bietet ein unverwechselbares Bild eines Thüringer Gotteshauses. Der Chorturm besitzt Schießscharten und hat einen massiven Pyramidenhelm. Er wird auf das Jahr 1497 datiert. Die originale Glocke von 1498 ist noch erhalten.[8] Das heutige Aussehen der Kirche im barocken Baustil stammt aus dem Jahr 1711.
- altes Pfarrhaus, 1557 errichtet
- alte Schule

### Kulturvereine
- Förderverein Schlosspark Marisfeld e. V.
- Posaunenchor Marisfeld, Mitglied im Gnadauer Posaunenbund
- Unsere Kirche bleibt im Dorf e. V.

### Sport
- Sportverein SG Marisfeld / Oberstadt e. V.

### Regelmäßige Veranstaltungen
- Tag des offenen Denkmals
- Karneval mit dem Carneval Club Marisfeld e. V. jedes Jahr eine Woche vor dem Rosenmontag.
- Kirmes am ersten Novemberwochenende mit der Kirmesgesellschaft Marisfeld e. V.
- Parkfest (1966–2012)

## Söhne und Töchter der Gemeinde
- Hans-Joachim Frank (* 1954), Schauspieler, Regisseur und Theaterleiter
- Thomas Bieberbach (* 1966), ehemaliger deutscher Endurosportler